# Trioceros camerunensis
Espèce
Synonymes
- Chamaeleon camerunensis Müller, 1909

Statut de conservation UICN

 LC  : Préoccupation mineure
Statut CITES
Trioceros camerunensis est une espèce de sauriens de la famille des Chamaeleonidae.

## Répartition
Cette espèce vit au Cameroun et au Gabon.

## Étymologie
Son nom d'espèce, composé de camerun et du suffixe latin -ensis, « qui vit dans, qui habite », lui a été donné en référence au lieu de sa découverte.

## Publication originale
- Müller, 1909 : Vorläufige Mitteilung über ein neues Chamäleon und ein neuen Gecko aus Kamerun. Jahrbücher des Nassauischen Vereins für Naturkunde, vol. 62, p. 111-115 (texte intégral).